# Aufham (Schweitenkirchen)
Aufham ist ein Ortsteil der Gemeinde Schweitenkirchen im oberbayerischen Landkreis Pfaffenhofen an der Ilm (Bayern).

## Lage
Das Kirchdorf liegt im Süden des Gemeindegebietes an der Kreisstraße PAF 6. Im Ort mündet ein namenloser bei Ampertshausen entspringender Bach in den Otterbach, einen Zufluss der Amper.

## Geschichte
Aufham war schon vor der Jahrtausendwende eine bekannte Siedlung. Im 10. Jahrhundert hieß der Ort „Ufheim“ (uf = auf- oder hochgelegen). Die Freisinger Bischöfe besaßen dort Grundstücke.
Die Gemeinde Aufham wurde 1818 mit dem zweiten Gemeindeedikt begründet. Am 1. Januar 1884 kam der Ort Dietersdorf der aufgelösten gleichnamigen Gemeinde dazu. Am 1. Oktober 1955 wurden drei Orte von der Gemeinde Aufham abgetrennt: Holzhausen kam zur Gemeinde Sünzhausen, Hirschhausen und Reisdorf zur Gemeinde Schweitenkirchen. Danach bestand die Gemeinde neben dem Hauptort Aufham aus den Ortsteilen Ampertshausen, Auhof, Dietersdorf, Güntersdorf, Loipersdorf und Preinersdorf. 
Am 1. Mai 1978 wurde sie im Rahmen der Gemeindegebietsreform nach Schweitenkirchen eingegliedert.

## Sehenswertes
Die katholische Filialkirche Sankt Nikolaus ist in ihrer Anlage gotisch und im Kern spätromanisch.